# Wanda Kwaśniewska
Wanda Kwaśniewska, po mężu Loth (ur. 24 maja 1901 w Warszawie, zm. 28 października 1968 tamże)  – polska lekkoatletka. Pionierka sportu kobiecego w Polsce.
Jej mężem był Stefan Loth, córką Hanna Loth-Nowak.

## Kariera sportowa

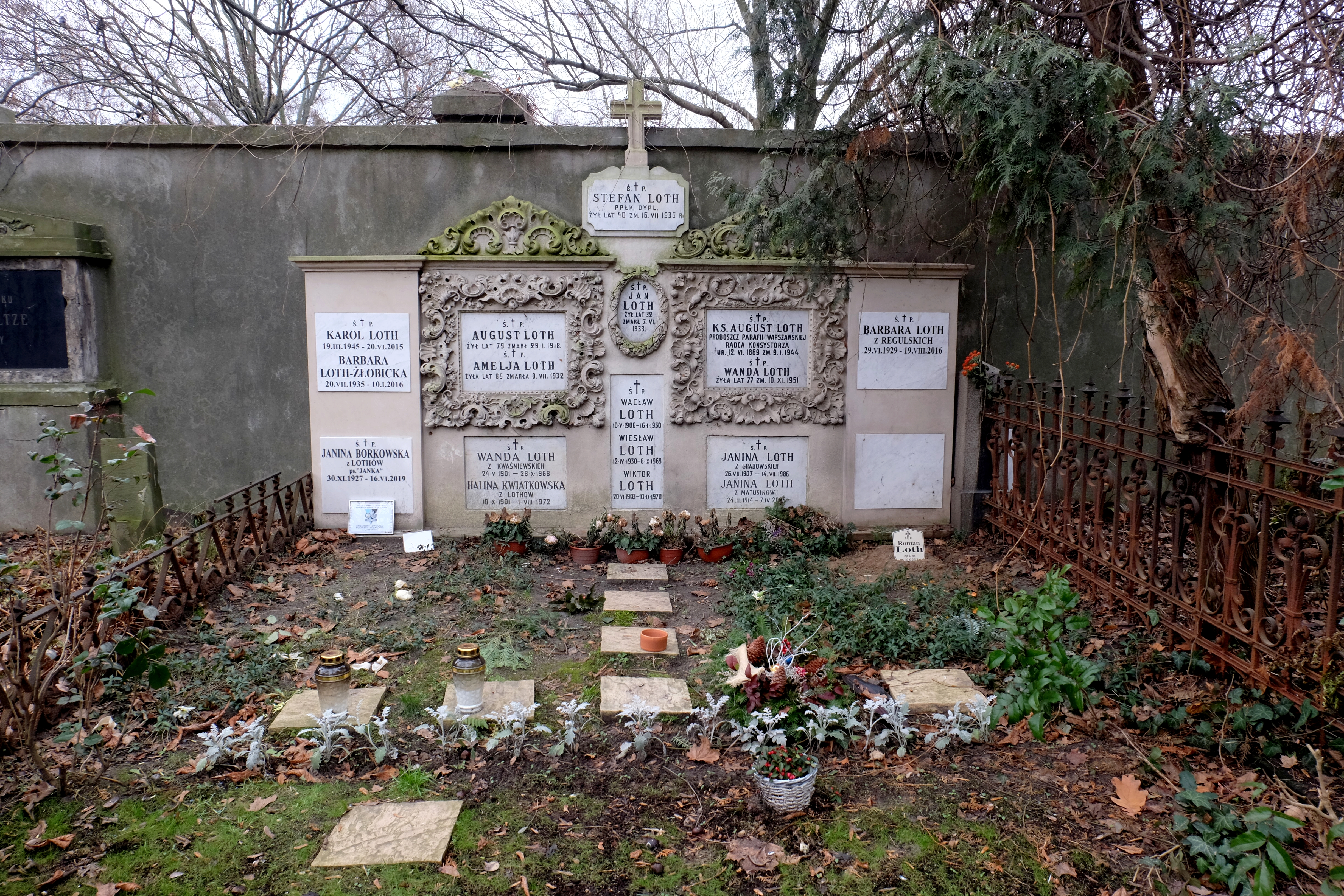
Grób Wandy Kwaśniewskiej na cmentarzu ewangelicko-augsburskim w Warszawie

Jako lekkoatletka reprezentowała Polonię Warszawa. Była pięciokrotną mistrzynią Polski (1923 – w biegu na 200 metrów, 1924 – w biegu na 100 metrów, 250 metrów oraz sztafecie 4 × 60 metrów i 4 × 100 metrów).
Jedenaście razy poprawiała rekordy Polski w różnych konkurencjach biegowych, w tym: dwukrotnie na 200 metrów (32,4 s. - 16.06.1923; 31,4 s. - 26.08.1923), dwukrotnie na 250 metrów (40,5 s. - 29.05.1924; 39,8 s. - 8.09.1924), na 400 metrów (1:14,9 s. - 18.05.1924), na 500 metrów (1:54,2 s. - 14.09.1924), na 600 metrów (2:13,7 s. - 14.09.1924) oraz w biegach sztafetowych.
Członkini pierwszej drużyny hazeny w Polsce utworzonej z inicjatywy lekkoatletek Polonii Warszawa.
Została pochowana na cmentarzu ewangelicko-augsburskim w Warszawie (aleja F, grób 34).
Rekordy życiowe:
| Konkurencja        | Data i miejsce                | Wynik  |
| ------------------ | ----------------------------- | ------ |
| bieg na 60 metrów  | 5 października 1924, Warszawa | 8,8    |
| bieg na 80 metrów  | 29 maja 1924, Warszawa        | 12,1   |
| bieg na 100 metrów | 24 kwietnia 1925, Warszawa    | 14,8   |
| bieg na 200 metrów | 24 maja 1925, Brno            | 31,0   |
| bieg na 250 metrów | 8 września 1924, Warszawa     | 39,8   |
| bieg na 400 metrów | 18 maja 1924, Warszawa        | 1:14,9 |
| bieg na 500 metrów | 14 września 1924, Warszawa    | 1:54,2 |
| bieg na 600 metrów | 14 września 1924, Warszawa    | 2:13,7 |